# Komandandi tee
La rue du commandant (estonien : Komandandi tee) est une rue reliant la rue Toompea à la Place de la Liberté dans l'Arrondissement de Kesklinn  à Tallinn en Estonie,.

## Présentation
La rue du commandant mesure environ 215m de long.
Au nord de la rue du commandant se trouvent le jardin du commandant et la tour Kiek in de Kök, au sud le parc Harjumägi.
La rue porte le nom de la maison du commandant de Tallinn, située au coin des rues Komandandi tee et Toompea tänav.

## Galerie

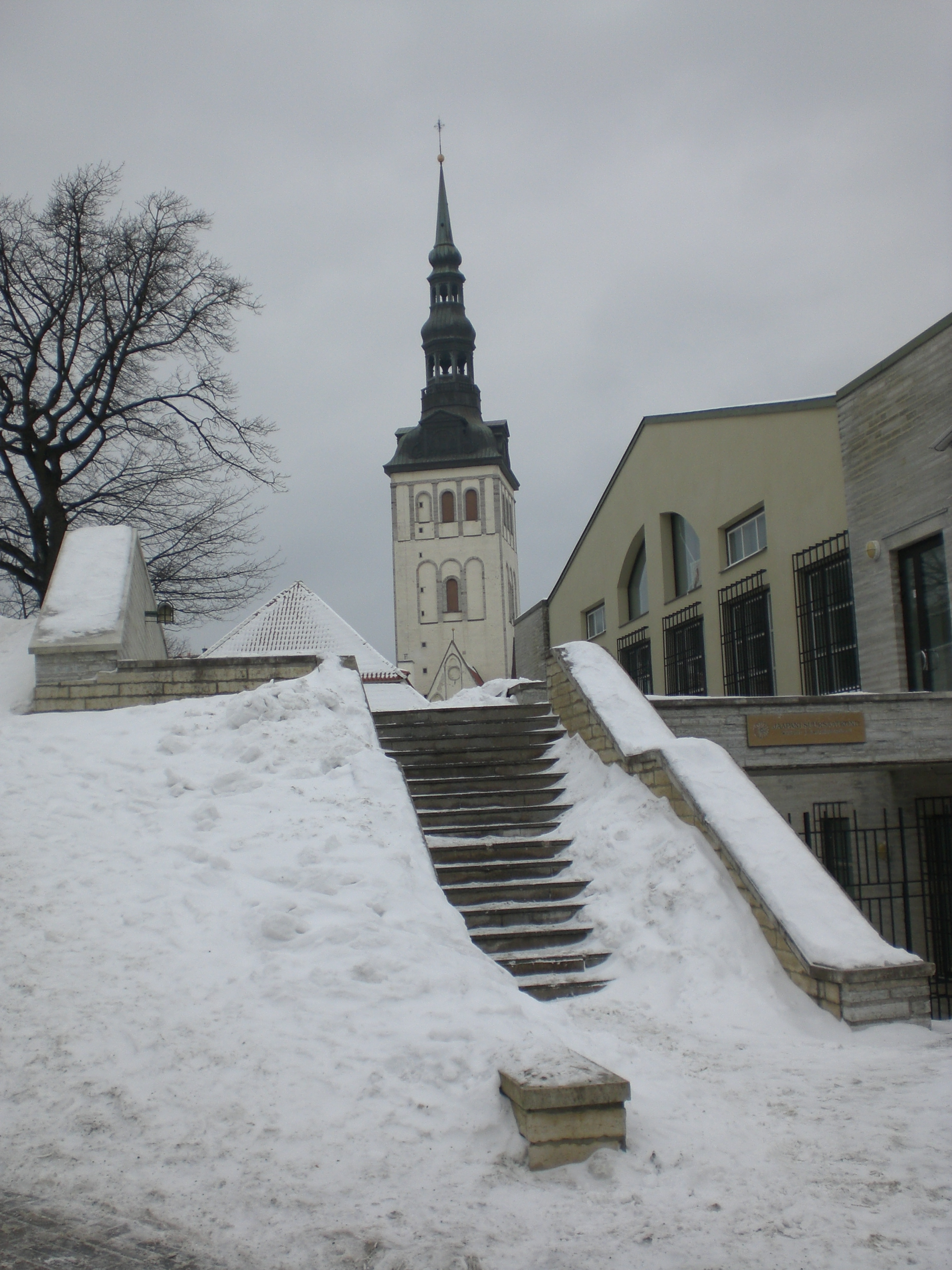
Clocher de Saint-Nicolas vu de Komandandi tee.
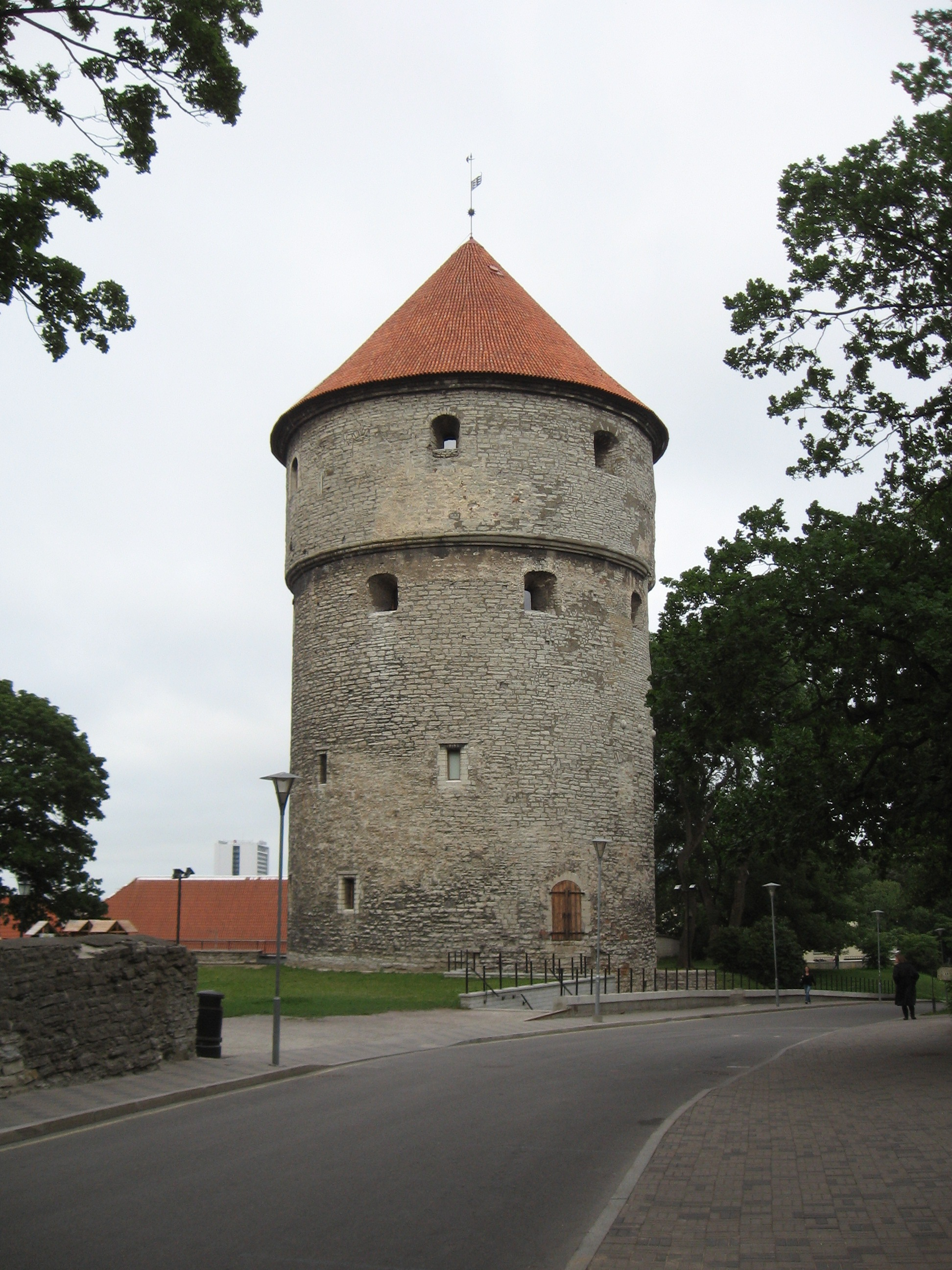
La rue et Kiek in de kök vues de Toompea tänav.
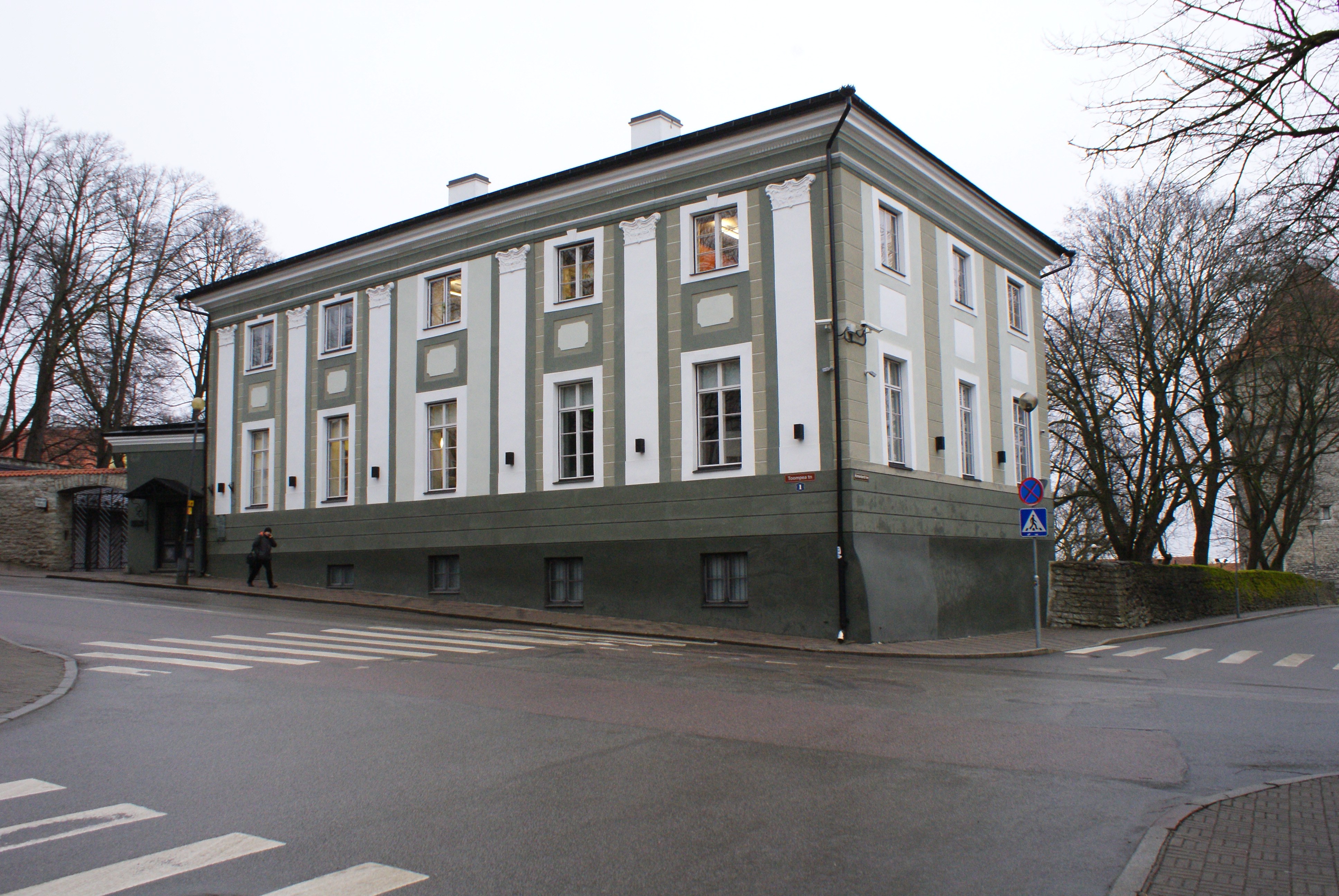
Maison du commandant.